# Xanthopimpla eous
Xanthopimpla eous är en stekelart som beskrevs av Morley 1912. Xanthopimpla eous ingår i släktet Xanthopimpla och familjen brokparasitsteklar. Inga underarter finns listade i Catalogue of Life.